# 长村乡
长村乡，是中华人民共和国湖南省郴州市宜章县下辖的一个乡镇级行政单位。

## 行政区划
长村乡下辖以下地区：
大井村、镇兴村、长村、唐家寮村、石山村、东溪村、华石村、千家岸村和长启村。